# دانته کریپا
دانته کریپا (انگلیسی: Dante Crippa; ۱۰ مارس ۱۹۳۷ – ۲۷ فوریهٔ ۲۰۲۱) بازیکن فوتبال اهل ایتالیا بود.
از باشگاه‌هایی که در آن بازی کرده‌است می‌توان به باشگاه فوتبال یوونتوس، باشگاه فوتبال برشا، باشگاه فوتبال پادوا، باشگاه فوتبال رجانا، و باشگاه فوتبال اسپال اشاره کرد.